# Oberbolheim
Oberbolheim is een plaats in de Duitse gemeente Nörvenich, deelstaat Noordrijn-Westfalen, en telt 205 inwoners (31 december 2019).
Het dorpje ligt direct ten noorden van Nörvenich, de hoofdplaats van de gemeente. Het aangrenzende Niederbolheim is een onderdeel van stadsdeel Blatzheim, gemeente Kerpen (Noordrijn-Westfalen). Bijzonder is, dat Oberbolheim voor 1968 ergens anders lag, namelijk in de aanvliegroute van het nabije militaire vliegveld. In 1968/1969 is het dorpje, als enige plaats in Noordrijn-Westfalen, vanwege het vliegtuiglawaai, in zijn geheel gesloopt en tegen Nörvenich zelf aan herbouwd.
Alleen het oude dorpskerkje, de St. Antoniuskapel, bleef op de oude plek staan. Het staat bij de ingang van de vliegbasis. Na een inbraak in 1970, waarbij een deel van de kostbare kerkinventaris deels vernield, deels gestolen werd, liet het bisdom de resterende liturgische voorwerpen elders onderbrengen. In 2003 is het kerkje, na restauratie en het installeren van een modern inbraakalarm, weer van deze inventarisstukken voorzien en heringewijd voor de rooms-katholieke eredienst.

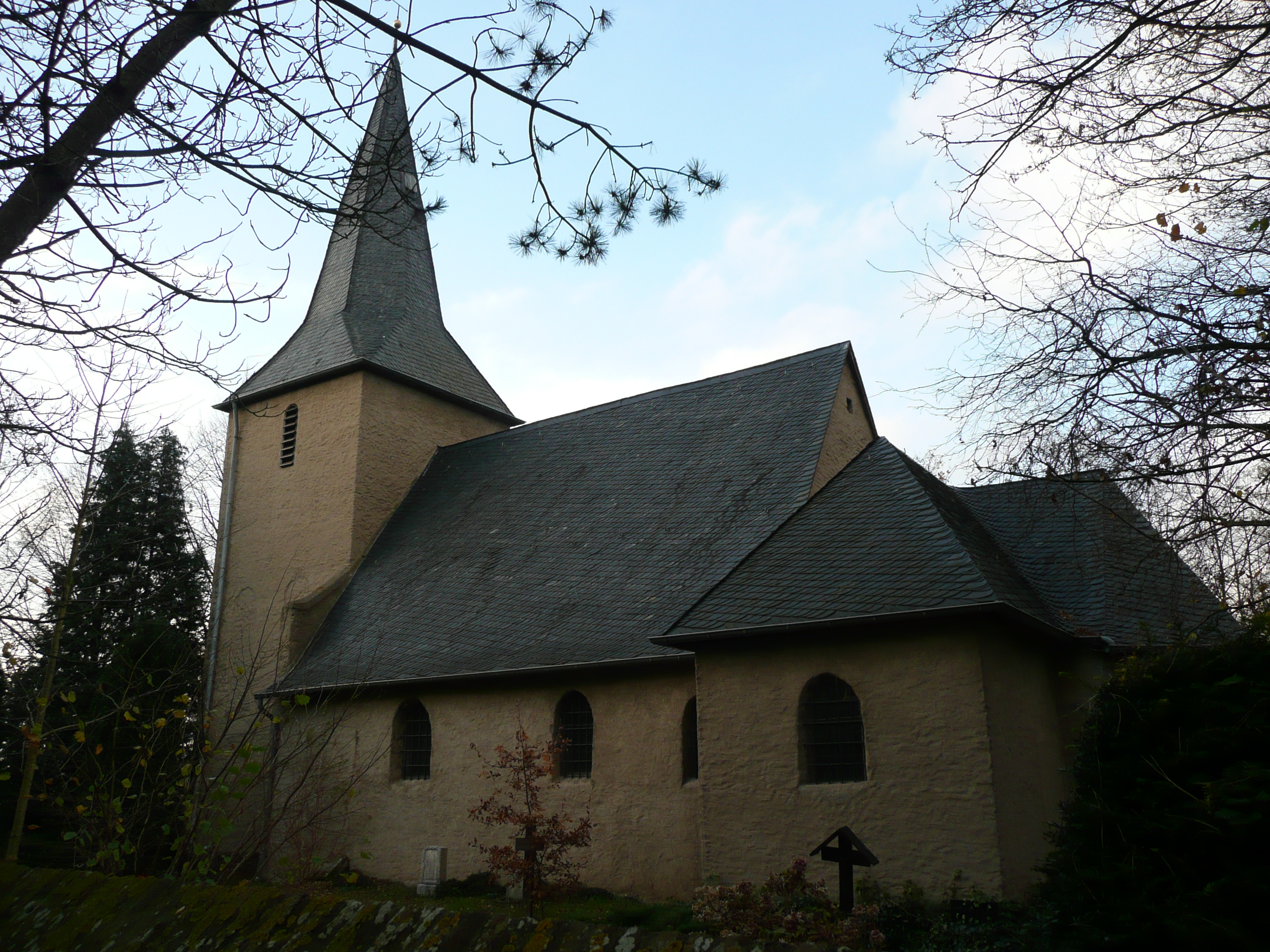
Antoniuskapel